# Congreve (caballo)
Congreve fue un caballo de carrera nacido en Argentina en 1924, hijo del caballo Copyright, y de la yegua Per Noi, que además de tener una exitosa trayectoria en los hipódromos de este país, se destacó luego como reproductor.

## Trayectoria como reproductor
Las estadísticas muestran su importancia como reproductor; en el Haras “Ojo de Agua” dejó trece producciones integradas por 282 hijos, de los cuales 48 ganaron en pruebas clásicas. Fue el mejor en las estadísticas de reproductores de los años 1937, 1939, 1940, 1941, 1943, 1944 y 1945, segundo en 1935 y 1942 y tercero en 1946. Sus hijos ganaron 597 carreras y hubo entre ellos quienes también se destacaron como reproductores, como “Embrujo”, “Churrinche”, “Avestruz”, “Milón”, “Haut Brion”, “Médicis”, “Ix”, “Saint Patrick”, “Biguá”, “My Lord” y “Strand”, en Argentina, “Uranio” y “Mazarino” en el Uruguay, “Brick” en Chile y “El Hornero” en Venezuela.

## Mención en el tango
En la pieza Milonga que peina canas de Alberto Gómez de 1942 menciona en su letra a “los hijos de Congreve” con los que “vuelve a rejuvenecer” y en su grabación de 1959 el texto e reemplazado los "hijos de Congreve" y también cambia "Payaso" por "Yatasto" que era nieto de Congreve. En la grabación del tema por Roberto Goyeneche con la orquesta de Aníbal Troilo se escucha la letra original.

## Principales carreras ganadas
- 1927 Gran Premio Polla de Potrillos 1600 metros
- 1927 Clásico Zubiaurre  1500 metros
- 1927 Gran Premio Montevideo 1500 metros
- 1928 Gran Premio Carlos Pellegrini 3000 metros
- 1929 Clásico Municipal en el Hipódromo de Maroñas en Uruguay
- 1929 Clásico Vicente L. Casares 2500 metros
- 1929 Clásico Chacabuco 2500 metros
- 1929 Clásico General Pueyrredón 4000 metros
- 1929 Clásico General Belgrano 2500 metros
- 1930 Clásico Vicente L. Casares 2500 metros